# Schwarzenbach am Wald
Schwarzenbach am Wald este un oraș din districtul Hof, regiunea administrativă Franconia Superioară, landul Bavaria, Germania.

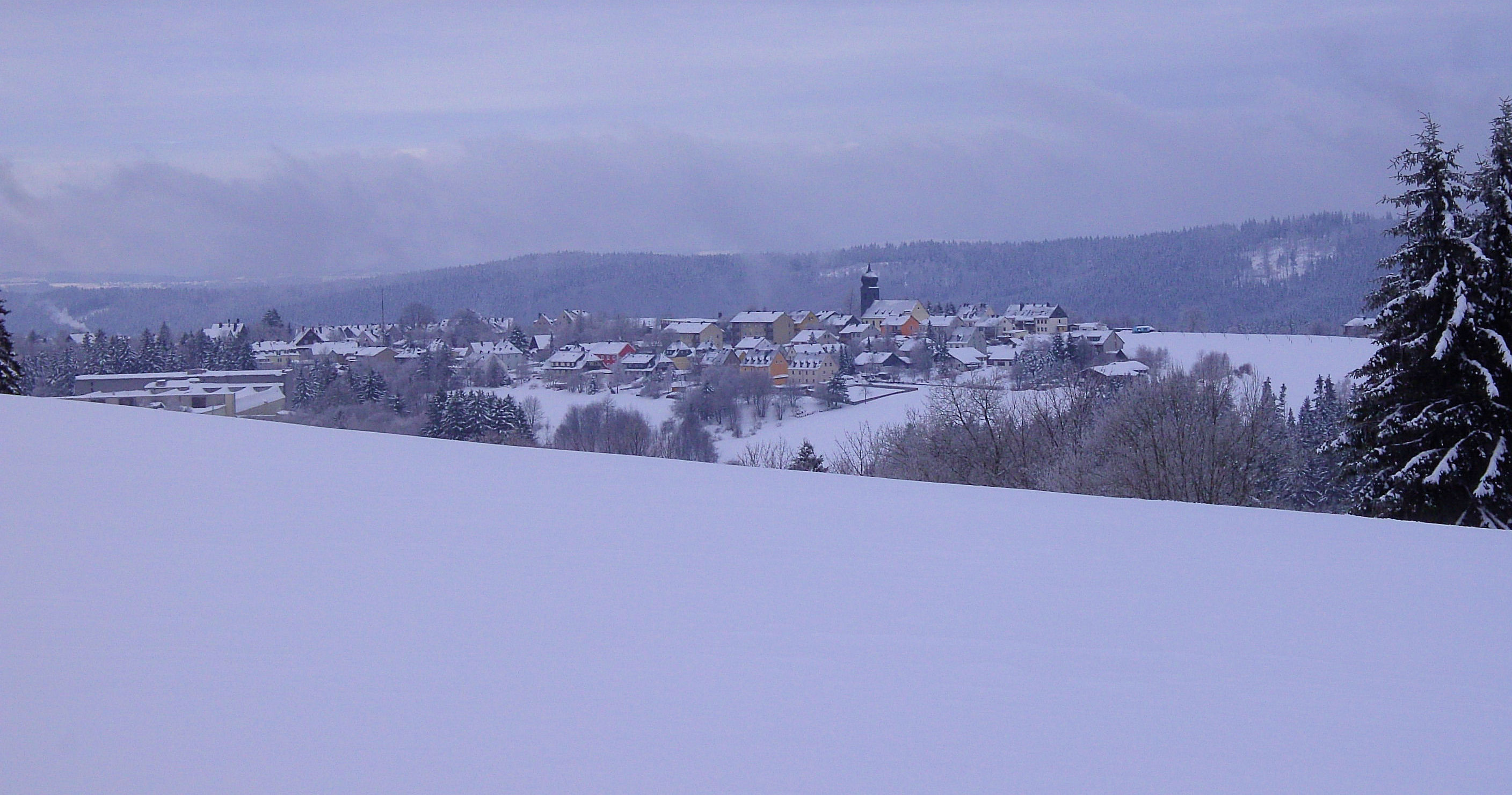
Schwarzenbach am Wald